# センス爆発女
センス爆発女（センスばくはつおんな、1986年6月21日 - ）は、日本のお笑いタレント。神奈川県横浜市出身。プロダクション人力舎所属。愛称はセン爆（センばく）。本名及び旧芸名は増山 緑（ますやま みどり）。

## 来歴
2009年、スクールJCAに18期生として入学。JCA卒業後、2010年にピン芸人「増山緑」としてデビュー。
2013年、あらびき団 presents あら-1グランプリ2013で決勝進出。
2014年11月、元ピテカントロプスの中村聡とコンビ「アンパサンド」を結成。2015年2月1日、初となる単独ライブ「冬のアンパサンド」を開催した。
2016年5月6日の事務所ライブ『バカ爆走!』において、コンビ名を「ハイパーポテンシャルズ」に、増山個人の芸名も現在の「センス爆発女」に改名。
2017年1月24日、ハイパーポテンシャルズの解散を発表。「センス爆発女」として再びピン芸人に転向した。
2022年、女芸人No.1決定戦 THE Wで準決勝へと進出。

## 芸風
増山緑時代からフリップを使ったネタが多く、数字を使ったネタ、「落ちているものに注目」 など、自らの観察力から作ったネタ や常人には理解できないと言われるネタ を展開。「単館アート系ピン芸人」と呼ばれていた。

## 人物
- 特技は杉本彩の物真似で、「色々なものを杉本彩で説明する」など自分の持ちネタにもしている[13][14]。物真似ネタには「篠原涼子っぽくなること」「幕内力士の立合い前の所作」もある[13]。
- 他の特技は走り高跳び、デッサン（図画工作）、猫とにらみ合いで勝てること、栄養管理、知らない曲でも2回聴けばそれを歌うことが出来ること、即席3コマフリップ漫画（その場で貰った3つの単語を使い、即興フリップ漫画を作る）[13][15]。
- 趣味は地図（高低差のについてのことが好き）、街歩き（不定期で街歩き会を開催）、自転車で遠出すること、歌うこと、しみ抜き、石拾い、センスについて考えること[13][15]。
- 好きな漫画はHUNTER×HUNTER[13]。
- 好きな食べ物は枝豆[16]。見るのが好きな食べ物は焼きそば[17]。リンゴが嫌いだが、これに気付くまで20年もかかったという[17]。
- 大の大相撲好きであり[1]、大相撲観戦、力士のスケッチも趣味[13]。稀勢の里の横綱昇進パーティーに出席した他、白鵬とツーショットを撮らせてもらったことや、玉飛鳥の断髪式に参加したことがある[1]。
- 相撲好きになったきっかけは、26歳の時に大相撲の漫画『バチバチ』をコンビニで見て感動したこと。この漫画の単行本を全巻揃え、ちょうどその時に大相撲中継を観て漫画以上に面白いことに気付いて興奮し、ハマっていったという[1]。
- 2020年12月25日放送の『中居正広の金曜日のスマイルたちへ 今年色々あったよ人力舎芸人総勢43名大集合SP』に出演した際、ゲッターズ飯田の占いによって「2021年最強の運を持つ人力舎一の危険芸人」に選ばれた[18][19]。

## 賞レース戦績
- 2013年 あら-1グランプリ2013 ～売れずに終わってもつかみたい称号がある!?～ 決勝進出
- 2022年 女芸人No.1決定戦 THE W 準決勝進出

## 出演

### テレビ

#### 増山緑
- さまぁ〜ZOO（テレビ東京）- 2012年2月9日
- 情報満喫バラエティ 週末にしたい10のこと!（日本テレビ）- 2012年5月12日、2012年9月22日
- テベ・コンヒーロ（TBSテレビ）- 2012年5月22日
- 新進気鋭（日本テレビ）- 2012年9月8日
- ナマイキ!あらびき団（TBSチャンネル）

#### アンパサンド／ハイパーポテンシャルズ
- PON!（日本テレビ）- 2015年8月6日「お笑い数うちゃPON!」コーナー　※アンパサンド時代
- EXD44（テレビ朝日）- 2016年6月7日　※ハイパーポテンシャルズ時代

#### センス爆発女
- 矢作と山崎と（関西テレビ）- 2017年6月30日
- はっけよい!ボイメン（NHK名古屋放送局）- 2017年7月5日[20]
- 本能Z（CBCテレビ）- 2018年5月16日
- シリーズ・横溝正史短編集Ⅱ「金田一耕助 踊る!」（NHK BSプレミアム）『貸しボート13号』（2020年1月18日）※本名の増山緑で出演[21]
- キャラダチミュージアム〜MoCA〜（フジテレビ）- 2021年7月4日、2021年8月22日『ゲイニン インスタレーション』コーナー、2021年7月18日ッ『ゲイニンオークション』コーナー
- 中居正広の金曜日のスマイルたちへ（TBSテレビ）- 2020年12月25日『今年色々あったよ人力舎芸人総勢43名大集合SP』

## 映像集

### DVD
- アンタッチャブル柴田の「ワロタwwww」～超絶おもしろいのに全く知られてない芸人たち～（アニプレックス、2014年12月24日発売）※増山緑として収録